# Retrato de Lady Cockburn con sus tres hijos
Este Retrato de Lady Cockburn con sus tres hijos del pintor británico sir Joshua Reynolds está realizado en óleo sobre lienzo. Mide 141,5 cm de alto y 113 cm de ancho. Fue pintado en 1773, encontrándose actualmente en la National Gallery, Londres, Reino Unido, a donde llegó por legado de Alfred Beit en 1906.
Sir Joshua Reynolds es, junto con Thomas Gainsborough, uno de los máximos representantes de la retratística inglesa del siglo XVIII, época rococó. Reynolds pintaba a sus modelos de manera un poco idealizada e inspirándose en modelos precedentes de la pintura barroca. En este caso, por ejemplo, se basó en una obra de Van Dyck, Caridad y se cree que también en la Venus del espejo de Velázquez en lo que se refiere a la representación de los niños, análoga a la del Cupido de la obra velazqueña.